# Belgien i olympiska vinterspelen 2002
Belgien deltog i olympiska vinterspelen 2002. Belgiens trupp bestod av sex idrottare var av alla var män. Den äldsta idrottaren i Belgiens trupp var Bart Veldkamp (34 år, 93 dagar) och den yngsta var Kevin Van der Perren (19 år, 191 dagar).

## Resultat

### Konståkning
- Singel herrar
  - Kevin Van der Perren - 12

### Short track
- 500 m herrar
  - Wim De Deyne - 7
  - Simon Van Vossel - 13
- 1 000 m herrar
  - Wim De Deyne - 11
  - Pieter Gysel - 24
- 1 500 m herrar
  - Pieter Gysel - 21
  - Simon Van Vossel - ?
- 5 000 m stafett herrar
  - Pieter Gysel, Simon Van Vossel, Ward Janssens & Wim De Deyne - 7

### Skridsko
- 5 000 m herrar
  - Bart Veldkamp - 8
- 10 000 m herrar
  - Bart Veldkamp - 9